# حسنعلي كندي (سردابة)
حسنعلي کندي (بالفارسية: حسنعلی‌کندی) هي منطقة سكنية تقع في إيران في قسم سردابة الريفي. يقدر عدد سكانها بـ 180 نسمة بحسب إحصاء 2016.